# Fernando Aristeguieta
Fernando Luis Aristeguieta de Luca (Caracas, 9 april 1992) is een Venezolaans voetballer die bij voorkeur als aanvaller speelt. Hij verruilde in 2013 Caracas FC voor Nantes.

## Clubcarrière
Aristeguieta speelde in de jeugd voor San Ignacio de Loyola, Centro Ítalo en Caracas FC. Hij debuteerde voor Caracas FC in het seizoen 2009/10. Hij scoorde bij zijn debuut tegen Trujillanos FC. Het daaropvolgende seizoen stond hij lange tijd geblesseerd aan de kant. Tijdens de eerste helft van het seizoen 2012/13 scoorde hij 14 doelpunten uit 17 wedstrijden, waarna hij in januari 2013 verhuurd werd aan het Franse Nantes. Hij scoorde acht doelpunten uit 17 wedstrijden in de Ligue 2. Nantes eindigde op de derde plaats, waardoor het promotie afdwong naar de Ligue 1. Op 28 mei 2013 tekende hij een vierjarig contract bij Nantes, dat een bedrag van ongeveer één miljoen euro betaalde voor de Venezolaanse aanvaller. Op 10 augustus 2013 debuteerde hij in de Ligue 1 tegen SC Bastia.

## Interlandcarrière
Aristeguieta debuteerde in 2010 voor Venezuela. Op 7 augustus 2011 scoorde hij zijn eerste interlanddoelpunt in een vriendschappelijke interland tegen El Salvador in het Robert F. Kennedy Memorial Stadium in Washington D.C..
1 Lafont ·
2 Duverne ·
3 Cozza ·
4 Pallois ·
5 Chirivella  ·
6 Augusto ·
7 Ganago ·
8 Lepenant ·
10 Kadewere ·
11 Coco ·
17 Gbamin ·
21 Castelletto ·
22 Thomas ·
25 Mollet ·
27 Simon ·
28 Centonze ·
30 Carlgren ·
31 Mohamed ·
39 Abline ·
44 Zézé ·
50 Barbet ·
98 Amian ·
Coach: Kombouaré
· Keeperstrainer: Grondin